# وولکا مدولار
وولکا مدولار (انگلیسی: Volca Modular) یک سینت سایزر آنالوگ است که توسط شرکت فناوری موسیقی ژاپنی  کرگ ساخته شده است. این بخشی از سری محبوب وولکا از سینت سایزرهای الکترونیکی مقرون به صرفه و ماشین های درام است.
وولکا مادولار  یک سینت سایزر نیمه ماژولار است که با پچینگ برای ایجاد صداهای جدید در دسترس است که در سال 2019 عرضه شد و هنوز در حال تولید است و با قیمتی در حدود 140 پوند به فروش می رسد.